# Diamond Platnumz
 (mars 2018).
Si vous disposez d'ouvrages ou d'articles de référence ou si vous connaissez des sites web de qualité traitant du thème abordé ici, merci de compléter l'article en donnant les références utiles à sa vérifiabilité et en les liant à la section « Notes et références ».
 (juillet 2020).
Diamond Platnumz, de son vrai nom Naseeb Abdul Juma, né le 2 octobre 1989 à Dar es Salaam en Tanzanie, est un chanteur, danseur et compositeur tanzanien de bongo flava.
Il est considéré comme l'un des artistes les plus populaires en Tanzanie et sur le continent africain ,,.

## Biographie
Diamond Platnumz est musulman . En 2010, il approuve le parti au pouvoir dominant en Tanzanie, le Chama Cha Mapinduzi (CCM) et son candidat à la présidence, Jakaya Kikwete. Il enregistre également un remix de son single Mbagala, intitulé CCM Tusonge Mbele (CCM Let's Move Forward).
Diamond Platnumz sort son premier album, Lala Salama, en 2012 et le deuxième, A Boy From Tandale, le 14 mars 2018, au Kenya.
Il a plusieurs chansons à succès dont "Number One" en featuring avec l'artiste nigérian Davido. Diamond remporte de nombreux prix au Channel O et aux HiPipo Music Awards. Il joue au spectacle d'expulsion de Big Brother Africa 7 en mai 2012. Il est considéré comme l'artiste tanzanien le plus vendu de sonneries par les compagnies de téléphonie mobile en 2013, ainsi que parmi les artistes qui gagnent le plus de revenus dans l'industrie musicale de la région des "Grands Lacs africains".
Il est actuellement géré par Babu Tale et Said Fella, de l'industrie musicale tanzanienne. En 2016, il lance sa nouvelle télévision et radio Wasafi en Tanzanie.

## Discographie

### Albums
- 2012 : Lala Salama
- 2018 : A Boy from Tandale
- 2022 : First Of All

### Singles
- 2019 : Penzi (featuring Ya Levis)[11]
- 2019 : Inama (featuring Fally Ipupa)[12]
- 2019 : Yope (remix featuring Innoss'B)
- 2020 : Jeje
- 2020 : Quarantine (avec Wasafi, Rayvanny, Mbosso, Lava Lava, Queen Darleen et Zuchu)
- 2020 : Kachiri (avec King 98)
- 2020 : Waah ! (featuring Koffi Olomidé)
- 2015 : kidogo (featuring P-Square)
- 2024 : komasava
- 2024 : komasava featuring Jason Derulo
- 2025 : Kuna
- 2025 : Mon Évidence featuring Aya Nakamura
- 2025 : Nitakusifu Milele
- 2025 : Number One Again Featuring Davido
- 2025 : Let It Be Love Featuring Ayra Starr
- 2025 : Rise Again Featuring Akon
- 2025 : Only One God Featuring Justin Bieber
- 2025 : Se déhancher Featuring Koffi Olomide
- 2025 : Bend Over, Let Me Go All the Way In Featuring Yemi Alade
- 2025 : Sha-La-La Love Featuring Jason Derulo
- 2025 : Our Love, Our Time Featuring Ed Sheeran
- 2025 : Feel You Closer Featuring Chris Brown, Tyga
- 2025 : Bombshell (Cheza), Featuring Skyla Tylaa, Tyler ICU, Khalil Harrison & DJ Exit

## Nominations et récompenses
Le 3 mai 2014, Diamond Platnumz a établi un nouveau record au Tanzania Music Awards en remportant 7 prix, dont celui de meilleur auteur masculin, meilleur artiste masculin, meilleur compositeur et meilleur animateur masculin de l'année. Le record précédent a été fixé à 20%, un artiste qui a remporté 5 prix aux Tanzania Music Awards 2011. Avant les réalisations, Diamond a remporté le record de 3 prix aux Tanzania Music Awards 2010.
- Tanzania Music Awards for Best Upcoming Artist (2010)
- Tanzania Music Awards for Best Song (2010)
- Tanzania Music Awards for Best R&B Song (2010)
- Tanzania Music Awards for Best Music Video (2012)
- Tanzania Music Awards for Best Male Singe (2013)
- All Africa Music Award for Best Male Artiste in Eastern Africa (2014)
- All Africa Music Award for Song of the Year (2015)
- All Africa Music Award for Artiste of the Year (2015)
- All Africa Music Award for Best Male Artiste in Eastern Africa (2015)
- All Africa Music Award for Best African Pop (2016)
- All Africa Music Award for Song of the Year (2016)
- All Africa Music Award for Best Male Artiste in Eastern Africa (2016)
- Best artist of the year (6ème édition des « Annual African Entertainment Awards USA » (AEAUSA)[13].
- Best Male East Africa, AFRIMMA 2023[14].